# Körtéd
Körtéd (szerbül Крушчица / Kruščica, németül Kruschtschitz) település Szerbiában, a Dél-bánsági körzetben, a fehértemplomi községben.

## Fekvése
Fehértemplom északkeleti szomszédjában, a román határ közelében fekszik.

## Története
Körtéd, előző nevén Krusicza középkori története ismeretlen; de a török hódoltság utolsó éveiben már lakott hely volt.
Neve előfordult az 1717. évi kamarai jegyzékben is Knitiza néven, 26 házzal, a gróf Mercy-féle térképen Kniczicza néven az újpalánkai kerületben szerepelt.
1770-1773. között a szerb-német határőrség kapta, 1783-ban pedig már a román-szerb katonai határőrvidékhez tartozott, melynek feloszlatása után Temes vármegyéhez csatolták. 1848. augusztus 23-án, az 1848–49-es forradalom és szabadságharc alatt, mikor a szerb felkelők Fehértemplomot megtámadták, a veressipkás honvédzászlóalj egész idáig űzte vissza a támadókat.
1910-ben 2319 lakosából 2 fő magyar, 5 fő német, 1764 fő szerb, 7 fő román, 1 fő horvát, 538 fő egyéb (legnagyobbrészt cseh és cigány) anyanyelvű volt. Ebből 504 fő római katolikus, 1812 fő görögkeleti ortodox, 1 fő izraelita vallású volt. Írni és olvasni 1219 lakos tudott. Magyarul 48 fő tudott.
A trianoni békeszerződés előtt Temes vármegye Fehértemplomi járásához tartozott.

## Népesség

### Demográfiai változások
| 1948 | 1953 | 1961 | 1971 | 1981 | 1991 | 2002 | 2011 |
| ---- | ---- | ---- | ---- | ---- | ---- | ---- | ---- |
| 1936 | 1926 | 1738 | 1478 | 1279 | 1185 | 989  | 864  |

## Nevezetességek

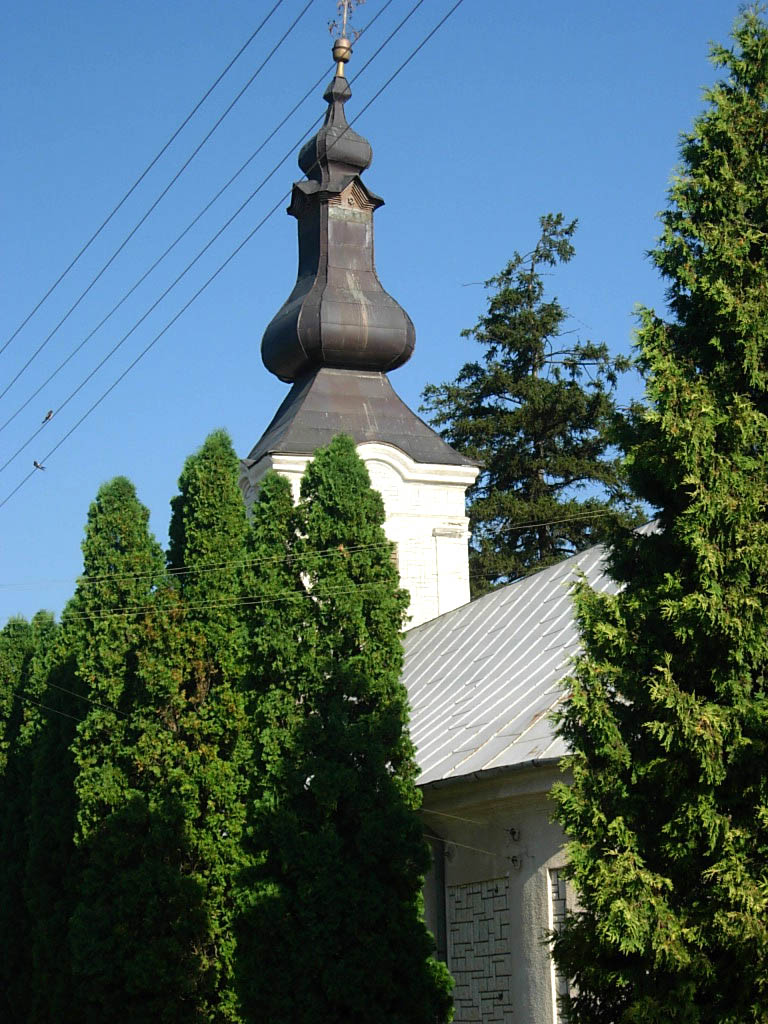
A görögkeleti templom

- Görögkeleti temploma - a 18. században épült, majd 1861-ben helyreállították
- Római katolikus temploma - 1911-ben készült el

## Források

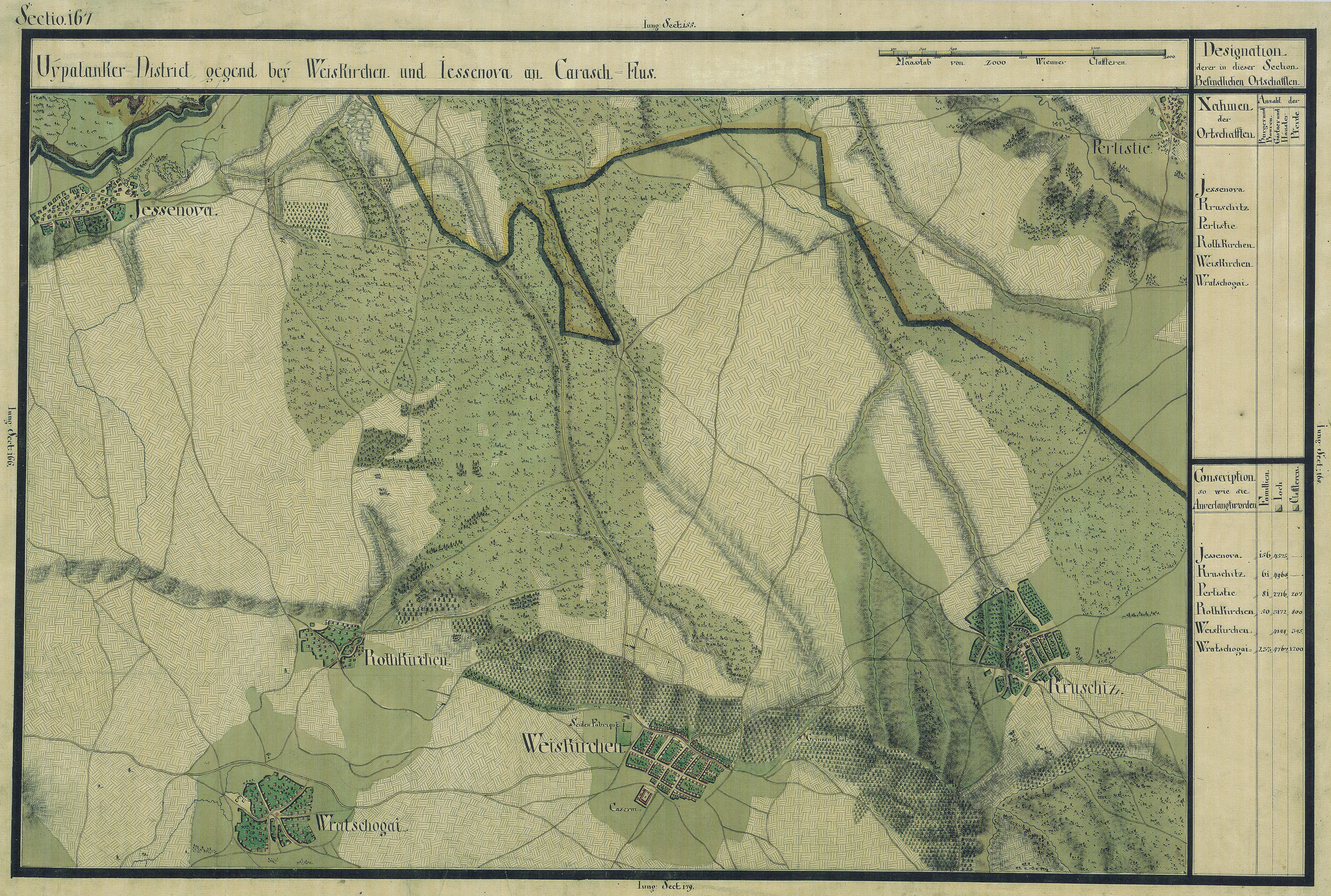
Körtéd egy régi térképen